# Beauprea montisfontium
Beauprea montisfontium är en tvåhjärtbladig växtart som beskrevs av André Guillaumin. Beauprea montisfontium ingår i släktet Beauprea och familjen Proteaceae. Inga underarter finns listade i Catalogue of Life.